# アメリカ合衆国の歴史 (1776-1789)

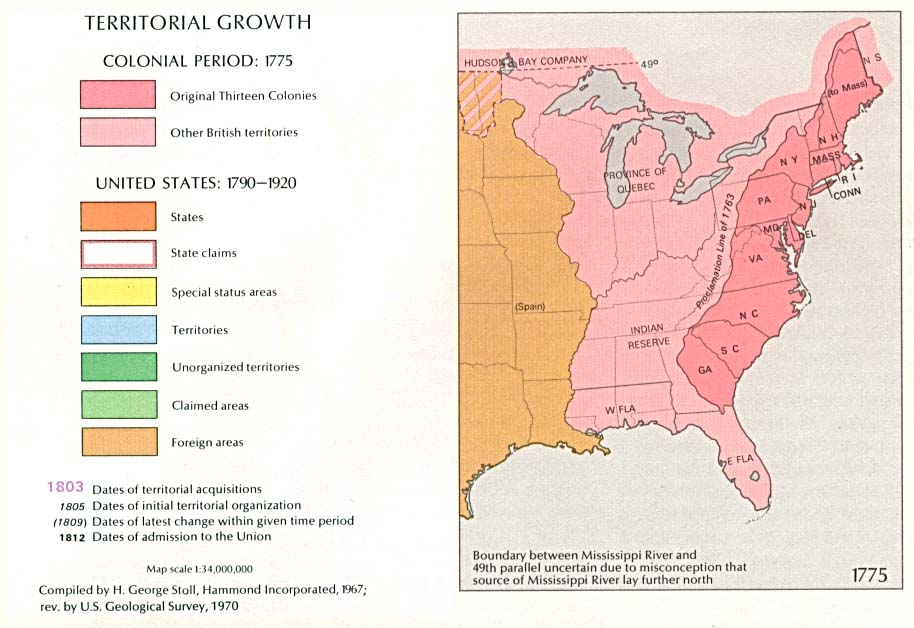
1775年の13植民地図

本稿では、1776年から1789年にかけてのアメリカ合衆国の歴史を扱う。この期間にアメリカ合衆国は独立国となり、新しい憲法を制定・批准し、連邦政府を樹立した。アメリカの革命主導者達はイギリス帝国の中での自治を獲得する試みの中で、非暴力の抗議手段を実行し、それが急速に政治的な革命に成長して、これを守るための独立戦争が続いた。アメリカの独立推進派が戦争に最終的に勝利し、その間に主権国家であるアメリカ合衆国を宣言した。比較的緩やかな国家連合を築いた13年間の後で、アメリカ合衆国政府は外国からの侵略や国内の暴動を恐れ、それまでの連合規約に代えて連邦政府の権限を強め、防衛権や課税権を規定するアメリカ合衆国憲法を1789年に成立させた。この憲法は現在も有効である。

## アメリカ合衆国の独立
17世紀と18世紀、イギリス領植民地は人民による自治の伝統を発展させながら、内戦などの問題に掛かりきっていたイギリスによる善意の無視も経験していた。1763年に終結した世界的戦争（ヨーロッパでは七年戦争、北アメリカではフレンチ・インディアン戦争）の後、イギリスは世界の一等国にのし上がったが、戦争の負債に苦しみ、世界帝国を維持するために必要な海軍と陸軍の費用を賄うことも大変だった。イギリスの議会が北アメリカの植民地人に対して課税しようとしたことで、アメリカ人は「イギリス人」としての権利、特に自治の権利が脅かされることを恐れるようになった。植民地人は徹底した共和制的政治見解を発展させ、それが忠誠心と貴族制、汚職を否定し、市民の主権を要求し、市民としての義務を強調することになった。
課税に関するイギリスの議会との論争が続き、植民地の間で非公式な通信員会が初めて形成されるようになり、その後は連帯した抗議と抵抗、最終的には第一次大陸会議と呼ばれる全体会議が招集され、イギリスに対する貿易ボイコットが開始された。大陸会議には13植民地の代表が出席した。イギリスはケベックよりも西の土地をケベック植民地に繰り入れ（ケベック法）、ボストン市民が課税に怒ってその港に茶を投げ入れた（ボストン茶会事件）後は、耐え難き諸法でマサチューセッツ湾植民地を締め付けた。イギリスは軍隊を派遣し、マサチューセッツから自治政府を取り上げたので、植民地は民兵隊を組織し戦争に備えた。

### 軍事的対立の始まり
1775年4月19日、イギリス軍の派遣部隊がマサチューセッツ湾植民地のボストンから内陸に進軍した。この部隊は保管されている武器を捜索し、著名な地元指導者達を逮捕する命令を受けていた。部隊はレキシントンで町の広場に集結していた小さな地元民兵集団と衝突して銃火を交わした。さらに次に向かったコンコードでは橋の上でより大きな民兵集団と交戦したが、武器は見つからず、指導者もいなかった。イギリス部隊はボストンに引き返す途中で絶えず組織化された民兵の攻撃に曝され、なんとか救援部隊に助けられて戻った。これがレキシントン・コンコードの戦いであり、アメリカ独立戦争の始まりとなった。この報せが広まると、あらゆる植民地の影の政府（通信委員会と呼ばれた）が、イギリスに忠実な役人を追い出し、民兵をボストンに派遣してそこのイギリス軍を包囲した（ボストン包囲戦）。
この最初の武装衝突が起こった直後にフィラデルフィアで最初の第二次大陸会議が開かれた。13植民地の代表が出席したこの会議は即座に中央政府としての組織化を始め、各植民地には国としての憲法を起草するよう指示を出した。1775年6月、フレンチ・インディアン戦争を経験していたバージニアのカリスマ的政治指導者ジョージ・ワシントンが、新しく組織化された大陸軍の司令官に全会一致で指名され、ボストンのイギリス軍を包囲していた民兵隊を取り込んだ。どの邦でも国王に忠誠を表明するロイヤリストは少数存在したが、権力を握るところまでは至らなかった。これらロイヤリストは地方会議が創設した常設の安全委員会によって常に監視されることになった。そのような人々が沈黙を守ることのできる不文律はあったが、国王に対して金銭的に支持を表明することは許されなかった。ロイヤリストを主張する者の資産は押収され、大半の者はイギリスの支配する領土、特にニューヨーク市へ逃避した。

### カナダへの侵攻
1775年から1776年に掛けての冬、大陸軍によるカナダ侵攻の試みは失敗し、ノバスコシアのハリファックスに集結したイギリス軍は後のカナダが13植民地側に付くことを阻止した。アメリカ側はニューヨーク植民地のタイコンデロガ砦を占領し、そこの大砲を雪道を経てボストン郊外まで運ぶことに成功した。ボストンを見下ろすドーチェスター高地に軍隊と大砲が出現したことによって、1776年3月17日、イギリス軍はボストンを明け渡すことになった。

### 独立宣言
1776年7月2日、このときもフィラデルフィアで会していた第二次大陸会議はアメリカ合衆国の独立を宣言した。その2日後の7月4日、アメリカ独立宣言が採択された。独立宣言の起草は、ジョン・アダムズやベンジャミン・フランクリンを含む五人委員会に委託されたが、その文体は主にトーマス・ジェファーソンによるものとされている。ジェファーソンの原稿はフランクリンの査読を受けた後に会議に提出され、奴隷制に関する国王ジョージ3世に対する告発が削除されるなど多くの修正が施された。
独立宣言の中にある「われわれは自明の真理として、すべての人は平等に造られ、造物主によって、一定の奪いがたい天賦の権利を付与され、そのなかに生命、自由および幸福の追求の含まれることを信じる。」は有名な言葉となっている。

### イギリスの反撃: 1776年–1777年
1776年8月、イギリス軍が逆襲に出て、ニューヨークに上陸し、この戦争全体の中でも最大の戦闘となったロングアイランドの戦いで新生間もない大陸軍と戦った。イギリス軍はニューヨーク市を占領し、ワシントン将軍を捕まえる寸前にまで至った。イギリス軍はニューヨーク市を軍事と政治の主要拠点とし、1783年のパリ条約の条件で放棄するまで保持した。ニューヨーク市から愛国者が退散し、イギリス軍が占領したことで、そこはロイヤリストの逃げ場になり、ワシントンの情報戦略の焦点にもなった。イギリス軍はニュージャージーも占領したが、ワシントンはデラウェア川を渡る急襲によってトレントンの戦いとプリンストンの戦いでイギリス軍を破り、ニュージャージーを再度確保した。この勝利に関わった兵士の数は比較的少数だったが、意気消沈しつつあった独立支持派の士気を大いに高めることになり、この戦争では象徴的な出来事になった。
サラトガ方面作戦と呼ばれることになった大きな作戦がロンドンで立てられ、カナダからハドソン川を下る軍隊がニューヨークの軍隊とオールバニで会して、ニューイングランドを孤立させ、植民地の固まりを分断させることが意図された。ジョン・バーゴイン将軍が指揮したカナダから下る軍隊は連絡と作戦がうまく行かずに、オールバニの北の深い森で立ち往生した。1777年夏の間にバーゴイン軍は数マイルしか進軍できず、地元民兵を集め、職業的に訓練されたアメリカ正規兵を小さな核とする勢力的には遙かに上回る大陸軍によってサラトガの戦いで圧倒された。一方ハドソン川を遡ってバーゴイン軍と会するはずだったニューヨークの軍隊は、アメリカの首都を占領することで戦争を終わらせようとフィラデルフィアに向かった。バーゴイン軍はイギリス本国に帰還する協議軍という条件で降伏に合意した。大陸会議は、捕獲した軍隊が他のイギリス軍に組み入れられて再度アメリカでの戦争に振り向けられる可能性を考慮し、降伏条件を破棄して兵士達を収監した。
サラトガで大陸軍が勝利したことで、フランスはアメリカと同盟条約を結び戦争に参入した。フランスが全面的に参戦することでアメリカ独立戦争は世界戦争の一部となり、イギリスの権力を削ぐためにスペインやオランダなどヨーロッパの海軍国が続けて参戦することになった。イギリス海軍の優位はこの時点で無効化され、戦争全体での敗戦を心配しなければならないようになった。

### イギリス軍の南部への転戦: 1778年–1783年
アメリカでのイギリス軍の戦略は南部植民地の作戦に移行した。使える正規兵が少ない中で、イギリス軍の指揮官は南部戦略を実現性のある作戦と見ていた。南部はロイヤリストの強い基盤があり、到着したばかりの貧しい移民や大勢のアフリカ系アメリカ人が自軍に付いてくれるという見込があった。
1778年12月遅く、イギリス軍はジョージア植民地のサバンナを占領した。1780年にはサウスカロライナのチャールストンを包囲し占領した。キャムデンの戦いで大勝したことで、イギリス軍はジョージアとサウスカロライナの大半を支配することになった。イギリスは内陸に一連の砦網を構築し、ロイヤリストがその旗の下に集まってくれることを期待していた。サラトガでの敗戦にも拘わらず、イギリス軍は再度優勢になったように見えた。10邦の独立も検討された（南部3邦はイギリス支配に留まる案）。
しかし、ロイヤリストは十分に集まらず、イギリス軍は活路を求めて北のノースカロライナ、さらにバージニアに侵攻したが、その勢力を落としていった。既に占領したはずの領土の大半は、ロイヤリストの部隊とアメリカ人部隊の間で戦われたゲリラ戦の中で混乱状態に移り、イギリス軍の獲得していたものの多くが無効になっていった。

#### ヨークタウン: 1781年

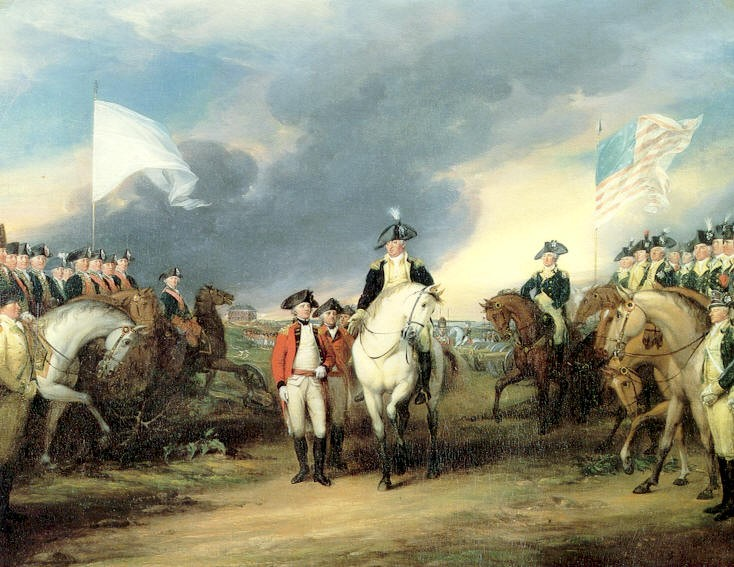
ヨークタウンで降伏するイギリス軍、独立戦争を終結に向かわせることになった

南部のイギリス軍はバージニアのヨークタウンまで進軍し、そこでイギリス艦隊に拾って貰ってニューヨークまで戻ることを期待していた。そのイギリス艦隊がチェサピーク湾の海戦でフランス艦隊に敗れたとき、ヨークタウンは罠に変わった。1781年10月、コーンウォリス将軍が指揮するイギリス軍はフランス軍と大陸軍の連合軍に包囲されたまま降伏した。
このイギリス軍敗北の報せで事実上アメリカにおけるイギリス軍の攻勢が終わった。イギリス本国ではアメリカ革命派に同情する者が多く、戦争を支持する声が強くなったことは無かったが、それがさらに弱まることになった。
国王ジョージ3世は戦争の継続を望んだが、その支持者達が議会の支配を失い、その後アメリカ本土への大きな攻勢が行われることは無かった。
独立戦争最後の海戦は1783年5月10日、ケープ・カナベラル海岸沖でHMSシビルを旗艦とする3隻のイギリス艦船が大陸軍の給与を奪おうとしたときに、ジョン・バリー艦長とその乗組員が戦ったことだった。

### 和平
戦争を終わらせる条約交渉ではベンジャミン・フランクリンが率い、ジョン・アダムズとジョン・ジェイを含むチームがアメリカ合衆国の代表となった。彼等はアメリカ合衆国の領土に関する交渉で、アレゲーニー山脈を越えてミシシッピ川に至り、五大湖より南の領域を獲得できた。これは西ヨーロッパの大きさに匹敵する広大な未開の地だった。イギリスとの合意はパリ条約で締結された。

## 連邦制度の発展

### 連合規約
パリ条約でアメリカ合衆国は独立国となり、休戦が成立したが、政府の構造そのものは落ち着いていなかった。第二次大陸会議は1777年11月15日に連合規約を起草し、その状態に規制の枠を当てた。この規約では恒久的な連合を謳っていたが、唯一の連邦機関である大陸会議には自力で財政の裏付けをしたり、そこで決まったことを強制したりする権限がほとんど与えられていなかった。連合規約では新しく結成された国に強い政治と経済の基盤を与えられなかった。しかしこの規約があったことが、より強力で多くの合意を得たアメリカ合衆国憲法の形成に繋がった。
歴史家達は一般に、連合規約が実効ある政府という観点では大きな失敗だったことに同意しているが、新しい州の加盟手続を規定し、土地を家産と邦に切り分け、さらには公共用途のためにそれぞれの街区を残しておいた1785年公有地条令や北西部条令には評価を与えている。この手段はヨーロッパの帝国主義的植民地化の概念とは明らかに異なっており、19世紀を通じてアメリカ合衆国が大陸全体に拡大していく基盤を与えた。
独立戦争の後半、植民地人の大半は比較的快適に暮らしていた。農夫はイギリス軍とフランス軍の前線内でその産品の市場を見付けていた。海上封鎖破りや私掠船からの報償は北部の商店に豊富な貨物と商品を提供した。投機家は戦争後に続くことが確実と見られた好景気に備えて負債を負った。
この夢は戦後の不況で泡と消えた。イギリス枢密院の命令で西インド諸島の港がイギリス船舶以外の船で運ばれる全ての主要商品に対して閉鎖された。フランスとスペインも同様な政策を実行した。同時に新興の製造業者は、アメリカの港を突然満たしたイギリス製品によって窒息させられた。幾つかの邦での政治不安と債務者が政府を動かしてその債務を帳消しにしようとした動きによって、革命を率いた政治と経済の特権階級の心配が増した。大陸会議は戦時中に蒙った公的義務（債務）を償還する能力が無く、商業と経済の発展を促すために邦間の生産協力を調整する力も無かったので、悲観的状況を悪化させるだけだった。
大陸会議は債券を発行していたが、終戦の時までにその紙幣の価値を下げていたために、通貨としての流通が止まり、「コンティネンタル（通貨の呼称）の価値もない」という表現がまかり通っていた。大陸会議は税を課すことが出来ず、邦に対して要求をするだけだった。各邦の知事には1783年だけで200万ドルの要請があったにも拘わらず、1781年から1784年にかけて150万ドル足らずが国庫に入っただけだった。
1785年にジョン・アダムズが初代のアメリカ合衆国代表としてロンドンに行ったとき、制限のない通商条約を結ぶのは不可能だと分かった。要求は賄賂をもとになされ、各邦が条約に合意するという保証は無かった。アダムズは各邦がその力を結集して会議で航海法を通すか、各邦が独自にイギリスに対する報復的法を成立させる必要があると述べていた。大陸会議は既に航海法に関する権限を得ようとして失敗していた。一方、各邦はイギリスに対してその効果を少なくするために個々に行動していた。ニューイングランドの各邦がイギリスの船舶に対してその港を閉ざしたとき、コネチカット邦はその港を開くことで利益を得ようとした。
債務者の問題はマサチューセッツにおけるシェイズの反乱で頂点になった。大陸会議は製造業と商船業を守れなかった。邦議会は個人的な契約や公的債券に対する攻撃に抵抗できず、しようともしなかった。土地の投機家は、政府がその境界を守れない、あるいはフロンティアの住人を守れないような場合は、資産価値の上昇を期待しなかった。連合規約を改定する会議を開催すべきという考え方が強くなっていった。独立戦争の退役兵であるアレクサンダー・ハミルトンは、ワシントンの副官だった間に実効の無い会議に対して軍隊が抱く不満を避けるためには強い中央政府が必要であると判断しており、少なくとも連合規約の改定、あるいはそれに代わるものの制定の可能性を判断するために、アナポリス会議の開催を要求した。

### 憲法制定会議
会議で持ち上がっていた改革を促す動きを組織化する一連の試みの結果として、1787年夏にフィラデルフィアで会議が招集された。歴史的に1787年の憲法制定会議（またはフィラデルフィア憲法制定会議）と呼ばれるこの会議は、当初少なくとも連合規約を改定するという目標で招集されたが、最初の会合後即座に（かつ秘密で）全く新しい憲法を策定することに取り掛かった。この会議で提案された憲法は、範囲は限られるものの各邦とは独立し優位に立つ連邦政府を要求し、その指定された役割の中で税を課し、行政府、司法府さらには両院制の立法府を備えるようにされた。会議で提案された中央政府議会は、連合規約の下の会議（連合会議）で1つの邦に1つの票が与えられていたその権限を守ろうとする小さな邦と、人口が多く富を抱えそれに比例した発言権を持とうとする大きな邦との間で、重要な妥協が行われた結果になった。上院は各邦に平等に代表権が確保され、下院は人口に比例して配分された選挙区から選出された代議員を送ることとされた。
憲法そのものは各邦で特別に選出された議員による会議で批准されることを要求しており、連合会議は各邦に憲法草案を提案して、憲法批准会議の開催を求めた。
小さな邦の幾つかはデラウェア邦を初めとして、ほとんど留保もなく憲法案を批准した。しかし、ニューヨーク邦やバージニア邦では論争になった。バージニア邦は北アメリカで初めて成功したイギリス領植民地であり、人口が多く、その政治指導者達は独立時に大きな役割を演じていた。ニューヨーク邦も面積と人口が多く、海岸には貿易に最適な港を持っていたので、この邦の存在はアメリカ合衆国の成功にとって必要不可欠のものだった。ニューヨーク邦の政治は地域ごとの特権階級によってきつく支配されており、地方政治指導者達は連邦政府を支配することになる全国的な政治家とその権力を分け合うことを望まなかった。新憲法を採択するための闘争には、ニューヨーク邦批准会議の行方が焦点になった。

### 憲法批准のための苦しみ

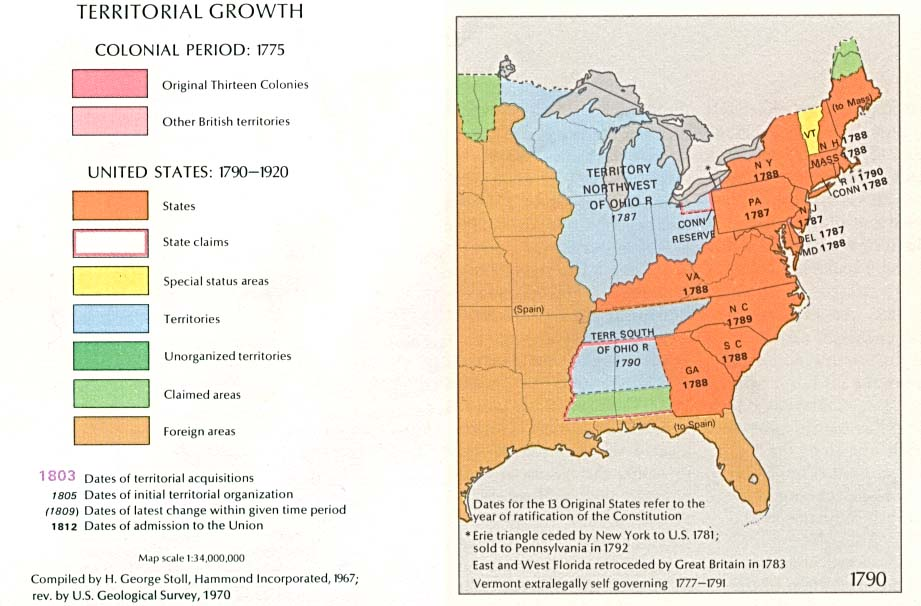
1790年のアメリカ合衆国

新憲法批准の推進派となったのは連邦主義者と呼ばれ、急速に国中の支持者を集めた。最も良く知られた連邦主義者としては、アレクサンダー・ハミルトン、ジェームズ・マディソンおよびジョン・ジェイだった。彼等3人は「パブリアス」という共通のペンネームを使ってニューヨークの新聞に掲載した85編からなる『ザ・フェデラリスト』を書いた。この文書は多くの点で生まれることになる新しいアメリカ合衆国のために影響力有るものになった。しかしこれらの文書は憲法制定会議の後で書かれており、批准に向けての戦いが特に激しかったニューヨーク邦における論議の一部となった。
強い政府の案に反対する者達は反連邦主義者という名前を採った。彼等は課税権のある政府ができれば、イギリスがほんの数十年前に経験したように専制的で腐敗したものになることを恐れた。最も著名な反連邦主義者はパトリック・ヘンリーとジョージ・メイソンだった。彼等は憲法案に権利章典が入っていないことも心配していた。彼等が書いた文書は集合的に反連邦主義文書と呼ばれている。
当時在フランスアメリカ合衆国大使を務めていたトーマス・ジェファーソンは連邦主義者でも反連邦主義者でもなかったが、中立に留まりどのような結果も受け入れることにしていた。しかし、フランスから友人でその後の同盟者であるジェームズ・マディソンに宛てた手紙の中で、憲法最終稿に関する懸念を表明していた。連邦主義者は憲法制定会議の議長を務めたジョージ・ワシントンが憲法案を承認したことで、大きな権威と利点を手に入れていた。
マディソンが権利章典に関して妥協案を提案したことでバージニア邦は憲法案を批准した。しかし、ニューヨーク邦はその政界を支配するクリントン家の者達が折れずに、ハミルトンの批准のための努力を妨げていた。憲法案に規定されるところでは、9つの邦が憲法案を批准したときに、連邦政府の各邦に対する指導権が動き始めるとされていた。事実上、1788年6月21日にニューハンプシャー邦が憲法案を批准したときに、アメリカ合衆国憲法は効力を発揮していた。これに6月25日にバージニア邦が加わり、7月26日にニューヨーク邦も批准して、11邦の批准が完了した。
ノースカロライナ邦の批准会議は批准を完了せずに休会にされた。この会議は反連邦主義者とジェファーソンの称賛者によって支配されており、連邦議会第1会期で憲法に特定の基本的権利を保証する修正を加える権利章典を採択するまで批准を保留することが決められた。
ロードアイランド邦は、連邦政府が1789年3月4月にその運営を始めるまで、批准会議そのものも開かなかった。
連合会議が最初の国政選挙に必要な手配を行い、ジョージ・ワシントンが初代大統領に、ジョン・アダムズが同副大統領に選出された。ニューヨーク市が初代の暫定首都に指定され、1789年4月、ワシントンはローワー・マンハッタンにあるフェデラル・ホールで就任宣誓を行った。
ジェームズ・マディソンの指導力の下に、連邦議会第1会期では連邦主義者が約束していた権利章典を含め12の憲法修正案が提案され、そのうち10が迅速に採択された。12の提案のうち、1つは批准に失敗し、1つは200年後の修正第27条として最後は批准された。連邦議会が権利章典を提案した後にノースカロライナ邦批准会議が再開され、憲法を批准した。ロードアイランド邦は1790年5月29日に憲法を批准し、権利章典は6月に入った次の州に批准された。

## 第一政党制の登場
憲法には政党に関する記述が無く、建国の父達は邦政府の多くを特徴付けている「派閥」政治を常に冷笑していた。しかし、経済と外交の全国的な問題の中から第一政党制が登場した。
憲法成立を推進した連邦主義者は新しい政府が運営されるようになる時期を支配していたが、憲法採択後はまだ組織化されていなかった反連邦主義者がその存在をやめた。アレクサンダー・ハミルトンは1790年から1792年に政府の友人達のネットワークを作り上げ、これが連邦党になった。連邦党は1801年まで国政を支配した。
しかし、州の権限や弱い連邦政府という考え方が多くの点で新しい政党、すなわち共和党、あるいは民主共和党の成長で吸収された。この党が連邦党に対する誠実な反対者の立場を採った。ハミルトンが提案した合衆国銀行やイギリス寄りの外交政策に強く反対した。トーマス・ジェファーソンと民主共和党はフランス革命の進行するフランスを民主主義の同盟者と見る、フランス寄りの姿勢を採った。1800年にジェファーソンが大統領に選ばれ、翌1801年から民主共和党が連邦政府を支配した。

### 一次史料
- Commager, Henry Steele and Morris, Richard B., eds. The Spirit of 'Seventy-Six: The Story of the American Revolution As Told by Participants (1975) (ISBN 0060108347)
- Humphrey; Carol Sue, ed. The Revolutionary Era: Primary Documents on Events from 1776 to 1800 Greenwood Press, 2003
- Morison, S. E. ed. Sources and Documents Illustrating the American Revolution, 1764-1788, and the Formation of the Federal Constitution (1923)